# TUT.BY
TUT.BY (вимовляється як «тут бай») — білоруський інформаційно-сервісний інтернет-портал. 2016 року охоплював 2,3 млн користувачів з Білорусі, що становило 46,42 % інтернет-користувачів країни.
Відкрився 5 жовтня 2000, протягом багатьох років є найбільш відвідуваним сайтом білоруського інтернету і лідером в області електронного бізнесу в Білорусі.
Портал має пошукову систему і має розділи: дайджест новин, безкоштовна електронна пошта, форуми за інтересами, пошук роботи, безкоштовні оголошення та інше. Всього на сайті близько 50 тематичних розділів.
З 8 липня 2021 року редакція TUT.BY тимчасово працює як сайт Zerkalo.io.

## Історія

### 2000—2019
В березні 2000 відомий комп'ютерний журналіст Сергій Дмитрієв написав на форумі газети «Комп'ютерні вісті» про те, що у нього є ідея створення білоруського інтернет-проєкту, яку він подарує тому, хто візьметься її реалізувати. На заклик відгукнувся керівник приватного підприємства «Надійні програми» (біл. Надзейныя праграмы) Юрій Зісер. З дня їх зустрічі 15 березня 2000 р. і почався TUT.BY.
Ідея Сергія полягала в створенні безкоштовного поштового сервісу для білорусів аналогічно російському Mail.Ru. До обговорення проєкту були залучені інші журналісти газети «Комп'ютерні вісті» — Андрій Кононович і Кирило Волошин, а також програміст Данила Руденко, який мав на той момент досвід розробки електронних поштових сервісів і сайтів. Після дискусій ідея трансформувалася в проєкт створення великого порталу для білорусів, який займе центральне місце в білоруському інтернеті. «Наша мета — стати білоруським Yahoo!» — заявив глава TUT.BY Юрій Зісер. З'явився бізнес-план розвитку сервісів TUT.BY до 2005 року, який реалізується донині.
Розробка порталу почалася в липні 2000 року, а вже 5 жовтня 2000 року він відкрився для відвідувачів. Спочатку новий ресурс включав безкоштовну електронну пошту, новини (включаючи архів й анонси), погоду, курси валют, ціни на паливо та гостьову книгу. Наприкінці 2000 р. з'явилися форуми, а також стали виконуватися послуги платного хостингу й інтернет-реклами.
Далі з'явилися сервіси пошуку роботи, пошуковий сервіс і багато інших — всього понад 50. У 2008 році — власна соціальна мережа «Я тут!».
У лютому 2009 року на базі білоруського порталу його власники разом з партнерами відкрили аналогічний портал в Казахстані — www.nur.kz. У березні компанія оголосила про перехід поштового сервісу на платформу Google Apps.

### 2020
17 травня 2020 року помер засновник TUT.BY Юрій Зісер.
25 вересня 2020 року стало відомо, що за позовом Міністерства інформації портал хочуть позбавити реєстрації в якості ЗМІ. Засідання суду за позовом призначено на 8 жовтня 2020 року. Міжнародна організація «Репортери без кордонів» піддала критиці таку політику щодо медіа. У спільній заяві США і ще більше п'ятдесяти країн і ЄС про ситуацію з правами людини в Білорусі від 26 жовтня 2020 року зазначалося, що «недавні нападки на TUT.BY, найбільше незалежне ЗМІ Білорусі, повинні припинитися». Блогер Сергій Тихановський у листі до редакції «Брестской газеты» в листопаді 2020 року засудив репресії влади стосовно журналістської спільноти, зокрема те, що TUT.BY «душать».

### 2021
Журналістка Катерина Борисевич, яка 2020 року написала статтю про вбитого Романа Бондаренка, була заарештована в Мінську 19 листопада 2020 року. 2 березня 2021 року її було засуджено до шести місяців ув'язнення та штрафу в 100 базових величин.
19 січня 2021 року видання було позбавлено статусу ЗМІ «владою» Білорусі.
18 травня 2021 року в офісі видання пройшли обшуки, після чого його було закрито силовиками режиму Лукашенка, а Міністерство інформації Республіки Білорусь блокує домен сайту та ряд його дочірніх сайтів, дзеркала TUT.BY та E-mail сервіс тощо. Формальною причиною закритта та рейду в офіси компанії стала кримінальна справа щодо можливого ухилення від сплати податків в особливо великому розмірі. 19 травня Україна засудила блокування ресурсу.
21 травня 15 людей було заарештовано, частина з них була співробітниками сайту. Станом на 25 травня 2021 року 12 людей було поміщено в центри ізоляції, включаючи головну редакторку Марину Золотову; троє людей, зокрема вдова Юрія Зісера Юлія Чернявська, перебували під домашнім арештом. 25 травня 2021 року дев'ять організацій (Правозахисний центр «Вясна», Білоруська асоціація журналістів, Білоруський Гельсінський комітет, Білоруський ПЕН-центр та інші) виступили із спільною заявою та визнали всіх 15 політичними в'язнями.
8 липня 2021 року частина журналістів TUT.BY, яка залишилася на волі, представила тимчасовий вебсайт Zerkalo.io. За словами редакції, він припинить своє існування, якщо TUT.BY зможе легально відновити свою роботу в Білорусі з усім архівом публікацій. Того ж дня доступ до вебсайту Zerkalo.io в Білорусі був заблокований. У серпні Центральний районний суд Мінська визнав як новий, так і старий проекти та їх зміст екстремістськими матеріалами, що робить їх поширення в Білорусі адміністративнім правопорушенням.

### 2022–2023
8 березня 2022 року Роскомнадзор вніс Zerkalo до списку заборонених сайтів. Саме рішення про блокування Генпрокуратура РФ ухвалила 24 лютого, першого дня російського вторгнення в Україну.
14 червня 2022 року «ТУТ БАЙ МЕДІА» була визнана в Білорусії екстремістською організацією. Суд ухвалив ліквідувати суспільство та заборонити використання символіки та атрибутики видання.
17 березня 2023 року Міський суд Мінська засудив Золотову та генерального директора ТОВ «ТУТ БАЙ МЕДІА» Чекіну до 12 років позбавлення волі в колонії загального режиму за звинуваченням в ухиленні від сплати податків, розпалюванні ворожнечі та закликах до дій, спрямованих проти нацбезпеки Білорусі.
У червні 2023 року Міністерство внутрішніх справ Республіки Білорусь оголосило Zerkalo екстремістським формуванням.

## Справа БелТА
Зранку 7 серпня 2018 року в офісах редакції TUT.BY та інформаційного агентства БелаПАН пройшли обшуки. Під час обшуків були вилучені жорсткі диски і затримані працівники відповідних ЗМІ, у деяких журналістів обшук проходив також і вдома. Частина затриманих були доставлені в Слідчий комітет, деяких затримали на три доби. Поводом для обшуків і затримання стало кримінальна справа за несанкціонованих доступ до комп'ютерної інформації державного агентства БелТА (Білоруське телеграфне агентство). Зранку 8 серпня 2018 року за аналогічним звинуваченням були затримані співробітники порталу realt.by та деякі журналісти-фрілансери.
Затримання журналістів привернуло увагу і критику великої кількості білоруських та закордонних ЗМІ. Ряд політиків ЄС та світу засудили дії білоруської влади та розцінили це як порушення свободи ЗМІ та порушення прав людей.
Зрештою більшість справ проти журналістів були закриті. Єдиною кого продовжували переслідувати була головний редактор TUT.BY Марина Золотова. 12 лютого 2019 року розпочався суд над головним редактором TUT.BY Мариною Золотовою. Кримінальну справу відносно головного редактора TUT.BY розглядав суд Заводського району Мінська, але в будинку суду Московського району Мінська. Золотовій присудили штраф в 300 базових величин (3,150 тисяч євро).

## Нагороди
- 1 місце в номінації «Найбільш популярний і відвідуваний інтернет-портал у РБ» (Міжнародний фестиваль-конкурс «ВИБІР РОКУ — 2002»)[33];
- Білоруський Інтернет Форум (кращий інтернет-проєкт 2002 р.);
- Київський Міжнародний фестиваль реклами 2004 року (фіналіст в номінації «Інформаційні ресурси»);
- Золотий Сайт 2005 року (номінація «Зарубіжжя»);
- Інтернет-премія ТІБО'2005 (номінація «Каталоги та пошукові системи»);
- Споживча номінація «Бренд-лідер» за результатами Національного опитування в товарній групі «Інформаційні інтернет-портали» (Професійний конкурс «Бренд року» в 2007—2010[34] рр., 2012[35] р., 2013[36] р., 2014[37] р. і 2015[38] р.).
- 2015 р. — білоруський портал TUT.BY був названий «Соціально відповідальним ЗМІ» за регулярне висвітлення КСВ-проєктів білоруського бізнесу (премія в галузі корпоративної соціальної відповідальності, заснована Міжнародним соціально-економічним фондом «Ідея»)[39].
- Премія імені Герда Буцеріуса «Вільна преса Східної Європи[ru]» (серпень 2021)[40]